# Imantodes gemmistratus
La culebra cordelilla centroamericana (Imantodes gemmistratus) es una especie de culebra que pertenece a la familia Dipsadidae. Su área de distribución incluye México, Guatemala, Honduras, El Salvador, Nicaragua, Costa Rica, Panamá, Colombia, y posiblemente Belice.

## Subespecies
Se distinguen las siguientes subespecies:
- Imantodes gemmistratus gemmistratus (Cope, 1861)
- Imantodes gemmistratus gracillimus (Günther, 1895)
- Imantodes gemmistratus latistratus (Cope, 1887)
- Imantodes gemmistratus luciodorsus Oliver, 1942
- Imantodes gemmistratus oliveri Smith, 1942
- Imantodes gemmistratus reticulatus (Müller, 1882)
- Imantodes gemmistratus splendidus (Günther, 1895)